# Richard Dumas
Richard Wayne Dumas (ur. 19 maja 1969 w Tulsie) – amerykański koszykarz, występujący na pozycji skrzydłowego.
Od samego początku swojej kariery, jeszcze na etapie akademickim zaczął mieć problemy z uzależnieniami od alkoholu i narkotyków. Z tego powodu został zawieszony, jako student drugiego roku, a rok później wydalony z uczelni. Niedługo po tym fakcie wyjechał do Izraela, gdzie zasilił szeregi zespołu Hapoel Holon, z którym dotarł do finałów Pucharu Stanowego. Następnie poza zakończonym sezonie przystąpił do draftu NBA. Został w nim wybrany pod koniec drugiej rundy z numerem 46 przez klub Phoenix Suns.
Niedługo po wyborze w drafcie został zawieszony na rok (sezon 1991/92) przez władze NBA z powodu złamania przepisów dotyczących zabronionych substancji. W rezultacie spędził rozgrywki w ligach CBA oraz USBL. Po powrocie do ligi zaliczył udany występ w finałach NBA 1993, cały czas borykając się z nałogami, w rezultacie czego zawieszono go po raz drugi. Do gry powrócił w trakcie rozgrywek 1994/95. Ciągle powracające problemy oraz brak formy spowodowały, iż został zwolniony przez klub z Arizony 18 maja 1995 roku. We wrześniu podpisał roczną umowę z Filadelfią 76ers. Po zakończeniu sezonu został zwolniony i nie pojawił się już ponownie na parkietach NBA.
Miał wielokrotnie zatargi z prawem. W 1998 roku został aresztowany za posiadanie kokainy. Swoją karierę próbował odbudować między innymi w Pruszkowie, bez rezultatów. W Polsce rozegrał 5 spotkań sezonu zasadniczego oraz kilka pucharowych, miał jednak problemy z nadwagą, kontuzjowaną kostką, alkoholem oraz narkotykami, w wyniku czego został bardzo szybko zwolniony.
13 grudnia 2013 roku został aresztowany przez agentów federalnych na podstawie ośmiu zarzutów o kradzież. Był jedną ze 151 osób aresztowanych przez biuro szeryfa federalnego. Do winy przyznał się 11 grudnia 2014 roku. 20 stycznia 2015 roku został wobec niego orzeczony 3-letni okres próbnego zawieszenia kary oraz nadzoru. Kradzieży dokonał podczas pracy na etacie dozorcy w bazie wojskowej Luke Air Force Base. Monitoring obiektów zarejestrował go kradnącego papierosy, alkohol, płyty DVD oraz buty o wartości około 800 dolarów.

## Osiągnięcia
NBA
- Finalista NBA (1993)[5]
- Zaliczony do II składu debiutantów NBA (1993)[6]

Drużynowe
- Mistrz:
  - USBL (1992)
  - Portoryko (1997)
- Finalista Pucharu Stanowego Izraela (1991)

Indywidualne
- Zaliczony do I składu:
  - USBL (1992)
  - defensywnego USBL (1992)
- Lider USBL w skuteczności rzutów z gry (1992)